# Klaus Jäger (Ruderer)
Klaus Jäger (* 6. Februar 1950 in Kelheim) ist ein ehemaliger deutscher Ruderer.
Klaus Jäger startete regulär für die Rvg. Hellas-Titania Berlin, bei deutschen Meisterschaften in Großbooten trat er auch für Vereine aus Essen und Dortmund an. Der 1,98 m große Klaus Jäger war 1970 Deutscher Meister im Vierer mit Steuermann und im Achter; 1971 gewann er im Vierer ohne Steuermann und im Vierer mit Steuermann. Weitere Meistertitel folgten 1974 im Zweier ohne Steuermann, Vierer ohne Steuermann und im Achter sowie 1975 im Zweier mit Steuermann.
Bei den Ruder-Europameisterschaften 1971 belegte Klaus Jäger mit dem Achter den sechsten Platz. 1973 war er Europameisterschaftsvierter im Vierer ohne Steuermann. 1974 gewann er im Vierer ohne Steuermann zusammen mit Peter van Roye, Bernd Truschinski und Reinhard Wendemuth Bronze bei den Weltmeisterschaften in Luzern. Im Jahr darauf gewann er zusammen mit Thomas Hitzbleck und Steuermann Holger Hocke Bronze im Zweier mit Steuermann. Bei den Olympischen Spielen 1976 in Montreal verpassten Hitzbleck, Jäger und Hocke das A-Finale; im kleinen Finale belegten Jäger, Hocke und der für Hitzbleck eingewechselte Winfried Ringwald den zweiten Platz und somit den achten Platz in der Gesamtwertung.